# Портрет на доктор Гаше
„Портрет на доктор Гаше“ (на френски: Portrait du Dr Gachet avec branche de digitale) е картина на нидерландския художник Винсент ван Гог, нарисувана през 1890 г., около два месеца преди смъртта му. Известна е в два варианта, които лесно се отличават. Изображението е на Пол Гаше – лекарят, който се грижел за неговото здраве по време на престоя му в Овер-сюр-Оаз. Докторът подпира дясната си буза със свита ръка, като лакетът му е опрян на маса, до която той е седнал. В двете версии на масата има стръкове от растението напръстник, чийто лечебни свойства са традиционно познати.
Единият вариант, по-обработен и считан за първи, е бил продаден в акционната къща „Кристис“ на 15 май 1990 г. за 82,5 милиона долара; другият се съхранява в парижкия музей Орсе.

## История
След смъртта на художника, първият вариант на картината става собственост на сестра му; докато вторият остава у д-р Гаше. Вилемина продава своята картина през 1907 г. на частен колекционер и по-нататък нейните собственици неколкократно се сменят. През 1911 г. попада в Щеделския художествен институт и галерия. През 1937 г. по време на кампанията на нацистите за отстраняване на така нареченото изродено изкуство картината е конфискувана и по-късно продадена на търговец на картини от Амстердам, който от своя страна я продава на нов собственик. Този нов собственик, бягайки от войната, я носи в САЩ. По-късно картината често е показвана в Музей на изкуството „Метрополитън“.
През 1990 г. на търг в „Кристис“ картината е продадена за 82,5 милиона долара на японски магнат Рей Сайто. Първоначално новият собственик предизвиква скандал като обявява, че ще я изгори при смъртта си, когато ще бъде кремиран заедно с нея. По-късно обявява, че това е емоционално решение, което няма да бъде изпълнено. През 1996 след смъртта на собственика, картината е продадена на инвестиционен фонд, който я продава на неизвестен собственик.
Запазеният от д-р Гаше вариант е дарен от неговите наследници през 1940 г. на френския национален музей. През следващите години биват изказани съмнения, че това е копие, нарисувано вероятно от друг. Предполага се, че неговата изработка би могла да е дело на самия лекар, който заедно със сина си поддържал собствено студио. В началото на 1999 г. музеят организира изложба специално посветена на Гаше, като оповестява експертизи, доказващи че картината е автентична.
В писмо до брат си Тео от 3 юни 1890 Винсент споменава за работа върху портрета, който включвал „жълти книги и стрък напръстник с лилави цветове“ (638), а следващо писмо до Вилелмина също упоменава цвета на книгите и растението. Тези книги обаче липсват във втория вариант, докато цветето остава добре разпознаваемо и това подсказва, че неговото присъствие е и символично. Изказана е дори хипотеза, че д-р Гаше може да го е използвал с лекарствена цел за самия ван Гог. Позата, в която е нарисуван, иконографски се интерпертира като свиделство за меланхолия, предмет на студия, която докторът е публикувал..